# クスクス

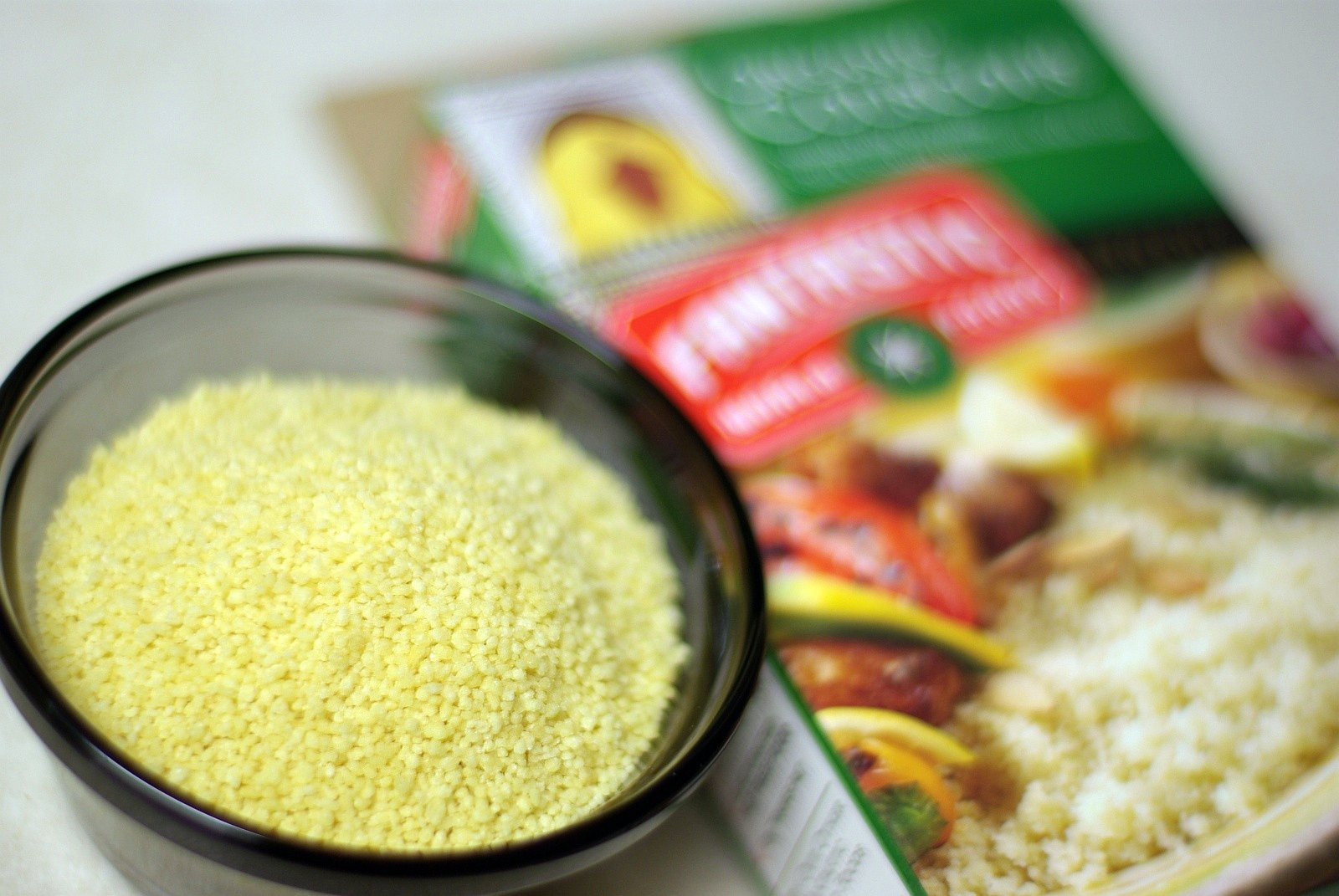
乾燥クスクス粒

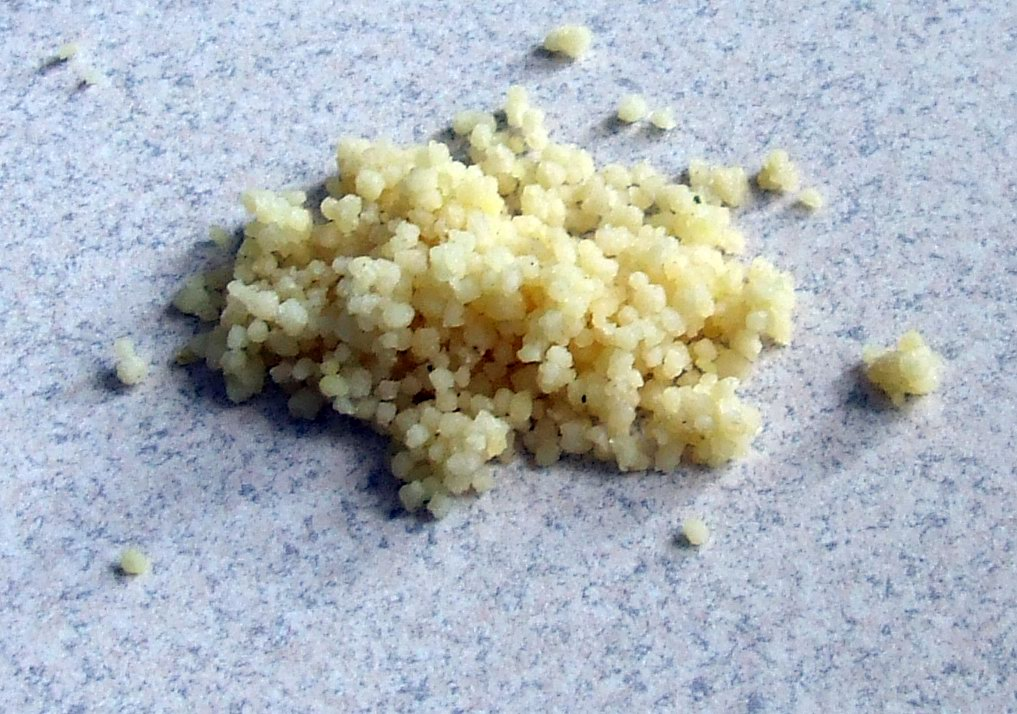
調理したクスクス粒

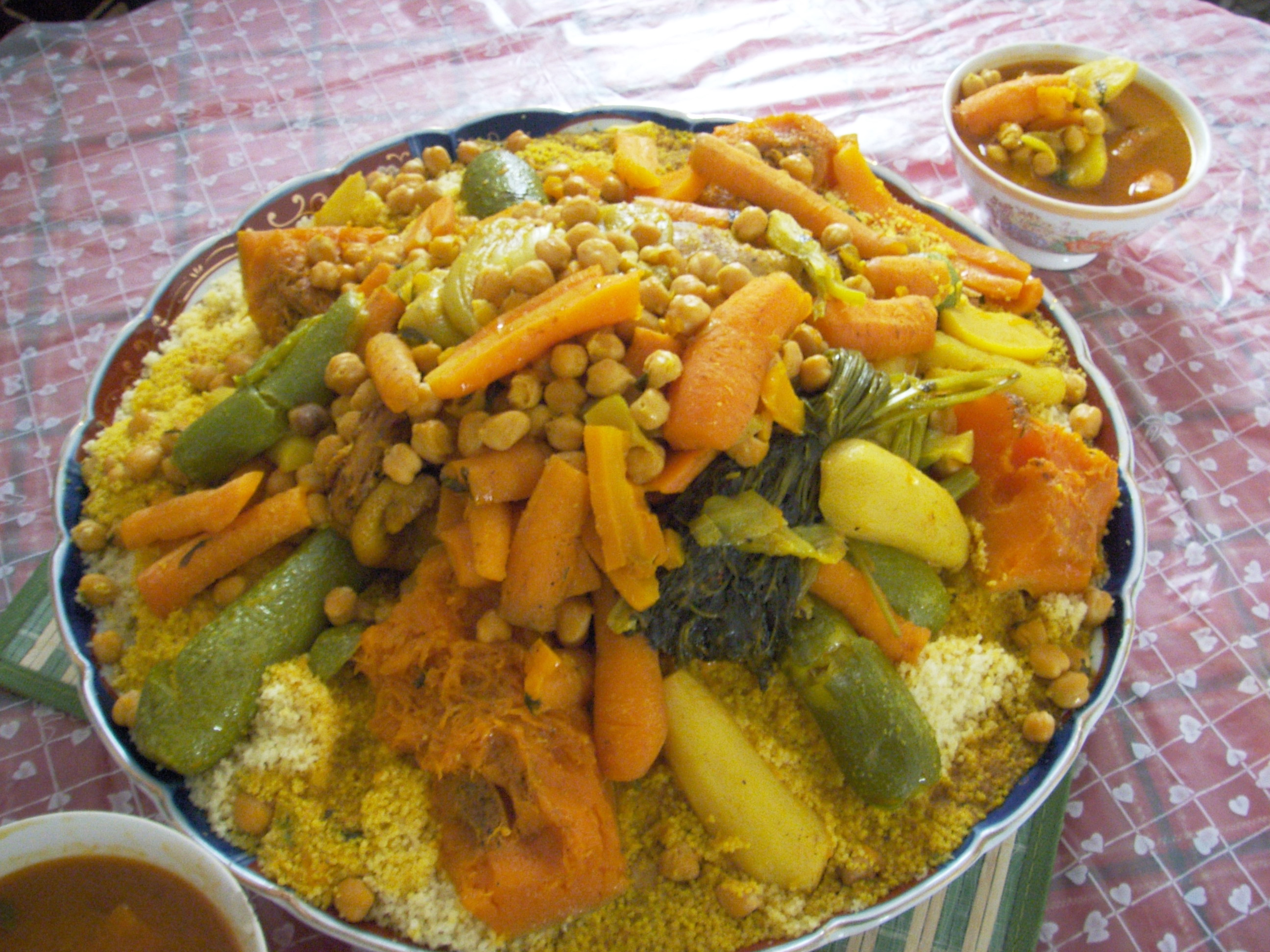
フェズのクスクス

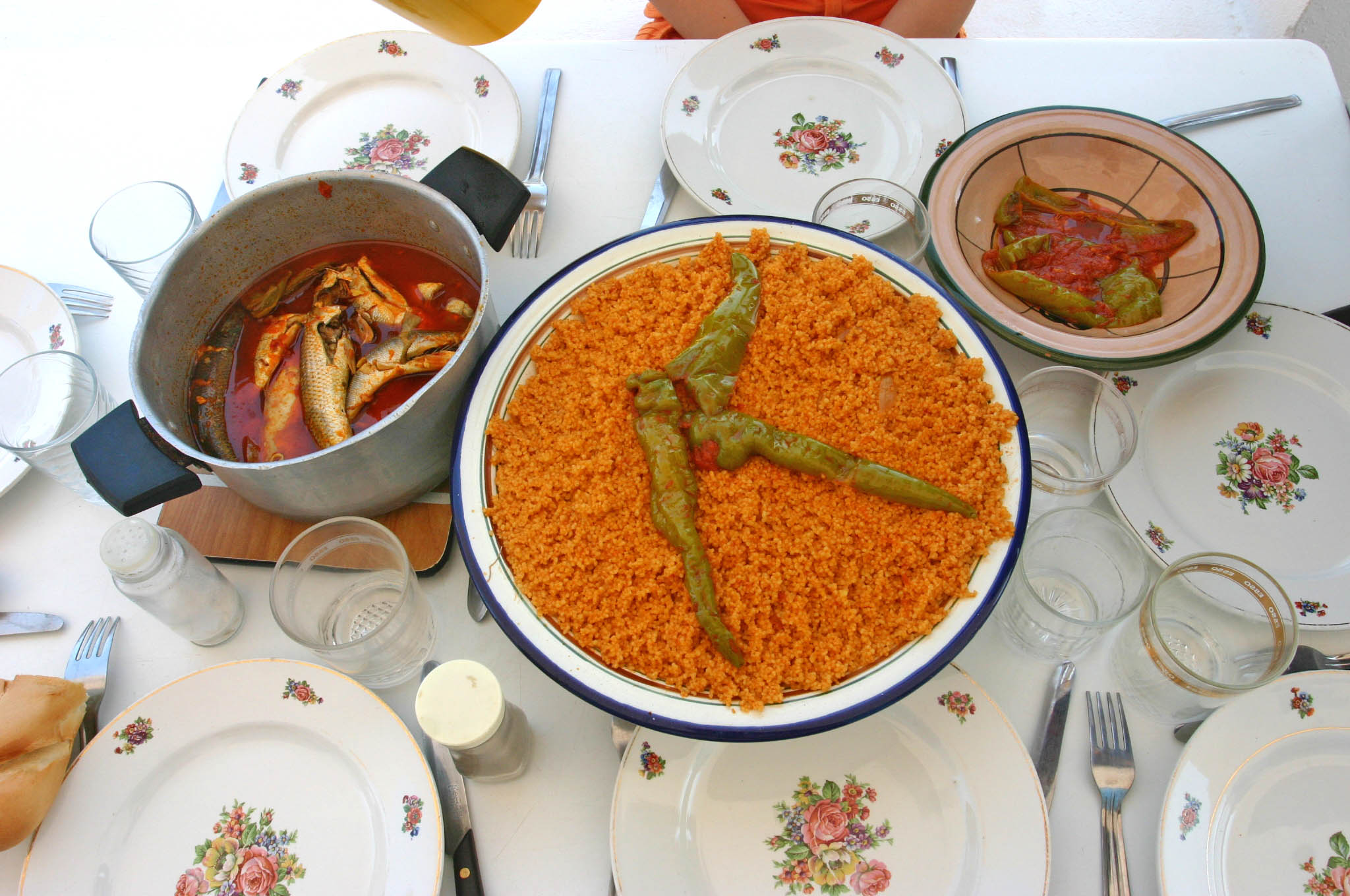
魚のクスクス、ケルケナ諸島、チュニジア

クスクス（アラビア語: كسكس、ベルベル語: ⵙⴽⵙⵓ / ⴽⵙⴽⵙⵓ、伊: cuscus、仏: couscous、英: couscous）は、デュラム小麦の粗挽粉から作る粒、またその食材を利用して作る料理である。発祥地はモロッコである。フランス、イタリア、ギリシャなどのヨーロッパ、およびブラジルなど世界の広い地域で食べられている。特にマグリブ地域では重要な料理であり、アルジェリアではタアーム（食べ物）と呼ばれるほど常食されている（日本でいう「ごはん」が食事と米の両方の意を表すのと同じ）。とても小さい粒状のパスタであることから「世界最小のパスタ」と呼ばれている。

## 概要
硬質小麦の一種であるデュラム小麦の粗挽粉に水を含ませ、調理後の大きさが約2mm前後（1から3mm程度）の小さな粒になるように丸めたものである。蒸すのが基本だが、少量のスープなどを含ませるようにして温める調理法もある。またその粒を主食とし、肉やスープ類と共に食べる料理を総称してクスクスと呼ぶ場合もある。
本稿では粒のクスクスをクスクス粒（フランス語でスムール semoule ともいうが、わかりやすいようにこう書く）、料理としてのクスクスをクスクス料理と表記する。
語源はマグリブ・アラビア語の كسكس (kuskusu) であるが、これはベルベル語の「セクス (ⵙⴽⵙⵓ、seksu)」（良く丸められたものという意味）が元になっている。
クスクスは通常は分類せずそのまま、ほかでもないクスクス、と理解されるが、あえて理屈っぽく分類する場合はパスタの一種とも粉食の一種ともされる。米国では通常パスタの一種として認識されているが、日本を含め他の多くの国では米やコーン、豆などの穀粒と同じように扱われることが多い。
北アフリカもしくはその北側のシチリアで発祥したと考えられているクスクスは、シチリアやサルデーニャの伝統料理でもあり、現在ではフランスや中東の一部でも食べられる。アフリカのガーナ、セネガル、カーボベルデやブラジルにも独自のクスクス料理がある。日本でも一部にクスクス料理のレストランがあるほか、輸入食材店などでクスクス粒やハリッサを購入することが可能である。

## 歴史
ベルベル人のクスクス料理の原型は、スメン (سمن) という熟成した澄ましバターだけをかけ、乳と一緒に食べる簡素な料理だったとされる。13世紀半ばアイユーブ朝時代末期の著者不詳であるが『友人との絆』(al-Wuṣla ilā al-ḥabīb) というアラビア語の料理書に「クスクス」の名前とその調理法が出ており、同じ時期のムワッヒド朝の同じく著者不詳の料理書『マグリブとアンダルスの料理書』やマリーン朝のトゥジービーが著した料理書『食卓の秀逸』(Faḍālat al-khiwān) にもクスクスの製法と調理法が載せられ、クスクスがマグリブ諸国固有のパスタとして紹介されている。
『食卓の秀逸』には粒状のパスタを三種類紹介している。クスクス (kuskus)：蟻の頭の形、フィダーシュ (fidāsh)：小麦の形、ムハンマス (muḥammas)：胡椒の粒、これら三種がマグリブではフィダーシュと呼ばれている、と説明している。調理法も上述の二段重ねの鍋を用い下の鍋のタージーンの蒸気で上の鍋のクスクスを蒸す方法と、タージーンの汁をクスクスに直接かけて水分を吸収させる方法のふた通りが既にこれらの書物に書かれており、マグリブ地域で伝統的に最もよく食べられていたパスタであった。
16世紀にはマムルーク朝やオスマン帝国の料理書にも載せられているが、エジプトやシリアへ移住したマグリブ出身者に愛好されているだけで、在来の人々にはあまり広まらなかったようである。中東周辺ではシャアリーヤという細麺状のパスタが古くから広く食されていた事は、10世紀のアラビア語やペルシア語の料理書や本草書などから主要な食材の一種として言及されていることからもわかるが、クスクスもマグリブやその出身者たちに限られてはいたものの古くから愛されてきた食材であった。
マグリブ地域外のイスラム諸国にクスクスが広まったのは、20世紀に入りアラブ人としての民族意識（汎アラブ主義）がアラブ諸国で高まり、アラブ人の伝統料理が見直されるようになってからのことである。また産油国が原油の輸出で潤うに従い、美食で知られるマグリブ地方の料理人がペルシャ湾地方で雇用されるようになったことも一因である。イスラエル建国後にマグリブ出身のセファルディム移民が大量に流入してから、イスラエルでもクスクスがよく食べられるようになった。
2020年にマグリブ地方の4カ国の「クスクスの生産と消費に関する知識・ノウハウと実践」がUNESCOの無形文化遺産に登録される。

## 各国のクスクス

### マグリブ

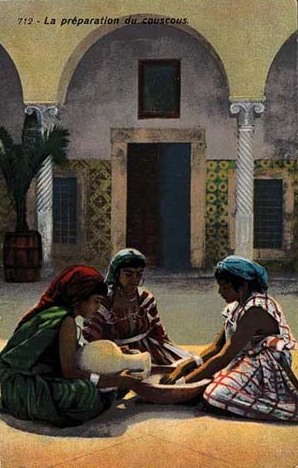
クスクス粒を丸める女性たち、1910年頃

クスクス粒の伝統的な作り方は、デュラム小麦の粉に水をふりかけて指でもみ、小さな粒にしてからふるいにかけて粒の大きさを揃える。クスクス粒は一般に乾燥状態で売られており、粒の大きさによっていくつかの種類に分けられる。
マグリブ諸国、諸地域において様々な呼び名がある。アルジェリアでは大粒のものはベルココースと呼び婚礼や祭りで食べ、中粒はクスクス、小粒のものはムハムサと呼ぶ。アルジェリアやチュニジアでは甘いデザート用のものはメスフーフと呼ばれる。
一般に粒の細かいものが高級とされる。高級フランス料理のレストランなどでクスクス粒が用いられる場合は、大抵は粒の細かいものを用いる。最近は一般のクスクス料理のレストランでも、細粒のものを用いることが増えている。マグリブ圏の一般家庭や本格的なマグリブ料理のレストランでは、伝統に従ってセモリナ小麦粉を手で丸めて手作りすることもある。クスクス粒はセモリナ小麦粉の他、オオムギやアワ、トウモロコシ、ドングリの粉でも作られる。

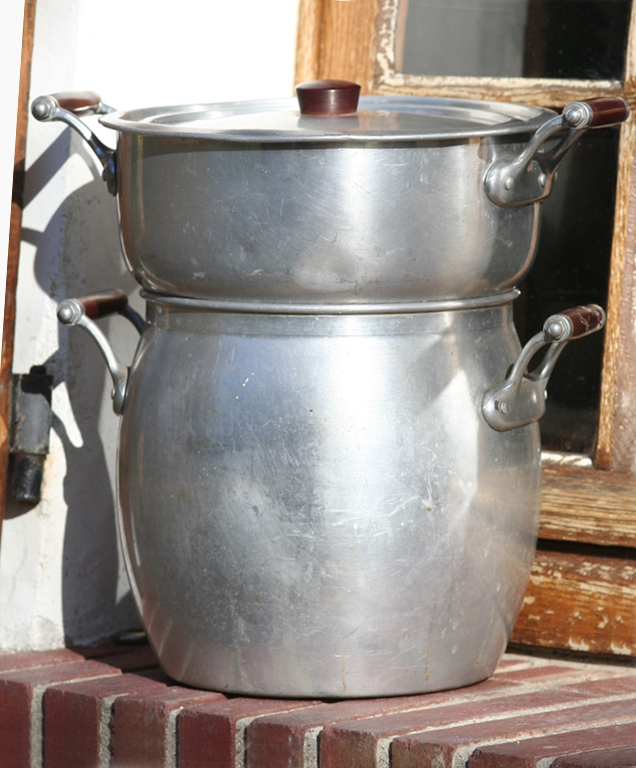
クスクス鍋

クスクスの調理に用いられる専用のクスクス鍋がある。二段になっていて下段でスープを煮て、その蒸気で上段のクスクス粒を蒸す仕組みになっている。フランス語ではクスクシエ (couscoussier)、アラビア語では下段をタンジュラまたはグドラ、上段をクスカスと呼ぶ。かまどやコンロの口が2つあれば、鍋を二つにしてタージーン (طاجين) と呼ばれる具入りのスープとクスクス粒を別々の鍋で調理することも行われている。レストラン、フランスの家庭ではスープとは別に、熱湯と塩とバターまたはオリーブ・オイルで炊くのが一般的である。一方でマグリブの家庭ではタージーンの汁と上に浮いた脂でクスクス粒を煮ることも多い。モロッコでは食べる直前に汁をクスクスにかける。クスクス鍋でクスクスを蒸すのは時間と手間がかかるが、本格的に蒸したクスクスの食感は他の調理法とは比べものにならないふっくら感やぷちぷち感があり美味である。一般的にバターを加えるのはモロッコ風、オリーブオイルを加えるのがチュニジア風とされている。
クスクス鍋でクスクス粒を炊く場合、クスクス粒に水を含ませてから指で塊をほぐし、クスクス鍋の蒸気で蒸してから再びほぐし、塩とバターやオリーブ油を加え、もう一度蒸して仕上げる。別鍋でクスクス粒を炊く場合、一人当たり200cc相当を目安に、それ相当のクスクス粒、ほぼ同量のぬるま湯とごく少量のバターまたはオリーブオイル、少量の塩を加え、5分程度火にかけて炊き、火を止めた後さらに数分蒸らす。ぬるま湯とバターの代わりに、マグリブの家庭で行われているように、タージーンの汁や脂を用いても良い。この場合クスクス粒に既に味が染み込むことになり、風味が向上する。

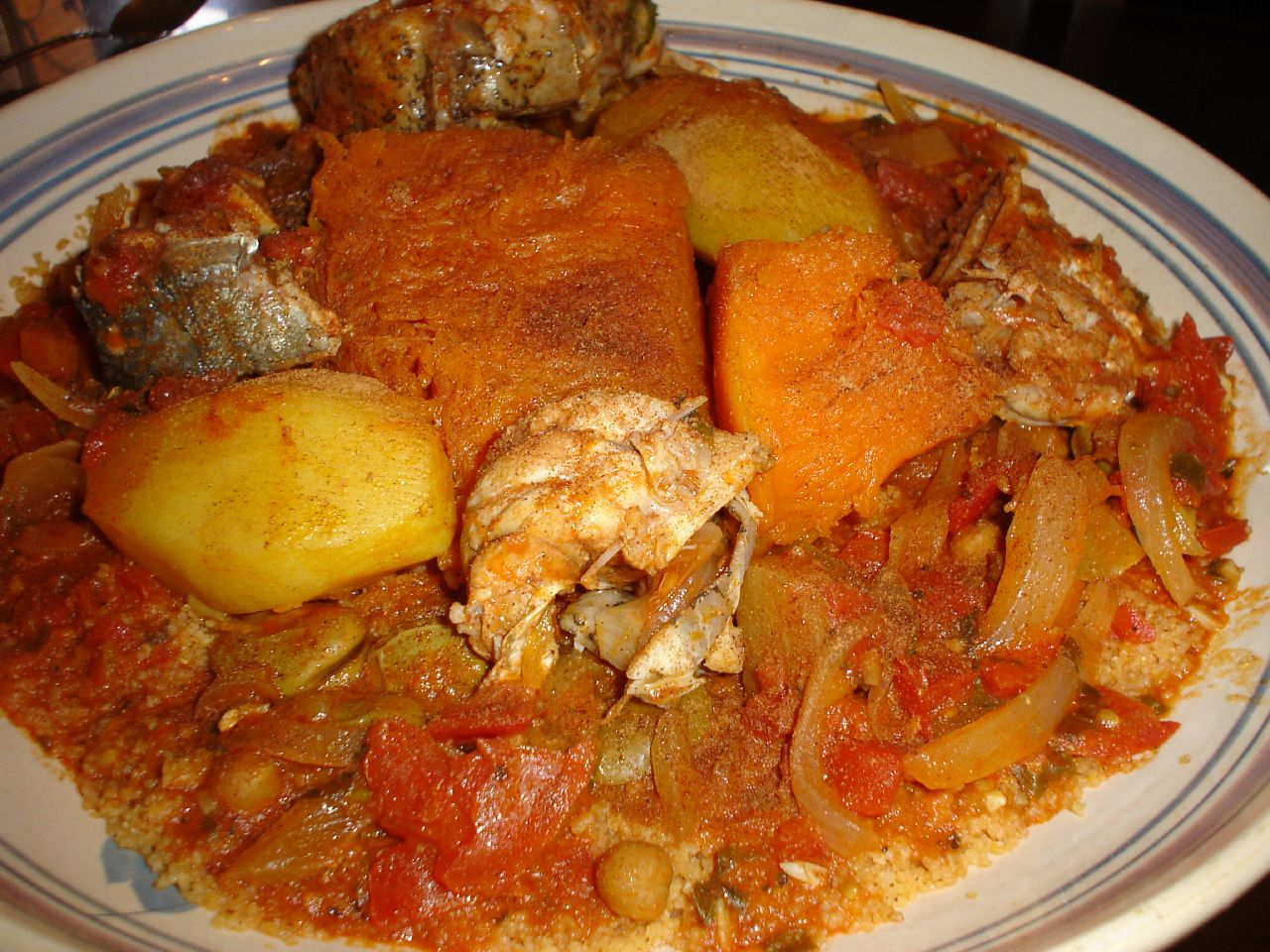
魚のクスクス、リビア

タージーンは、肉や野菜を煮込んだ具沢山のスープである。フランス語ではブイヨン (bouillon) とも表現される。チュニジアでは、トマトペーストを入れて濃厚なトマト味に仕立てたタージーンが最も一般的である。モロッコ風のタージーンはトマトは控えめで、クミンやシナモン、サフランを中心としたあっさりした味付けである。その他の野菜としてニンジン、カブ、キュウリ、ズッキーニ、タマネギ、カボチャ、キャベツなどが多く用いられる。またソラマメやライマメ、グリーンピース、ヒヨコマメも用いられる。チュニジアではよくジャガイモが入る。パセリやコリアンダーなどのハーブを用いることもある。モロッコではレーズンやナツメヤシの実、アーモンドを入れたり、砂糖や蜂蜜で軽く甘みをつけることもある。モワヤンアトラス山脈のベルベル人は、タージーンに牛乳やクリームを加えることもある。また、 蒸したクスクスの上にバターとドライフルーツをのせ、シナモンを振りかけた甘いクスクスが主菜とデザートの間に供されることがある。

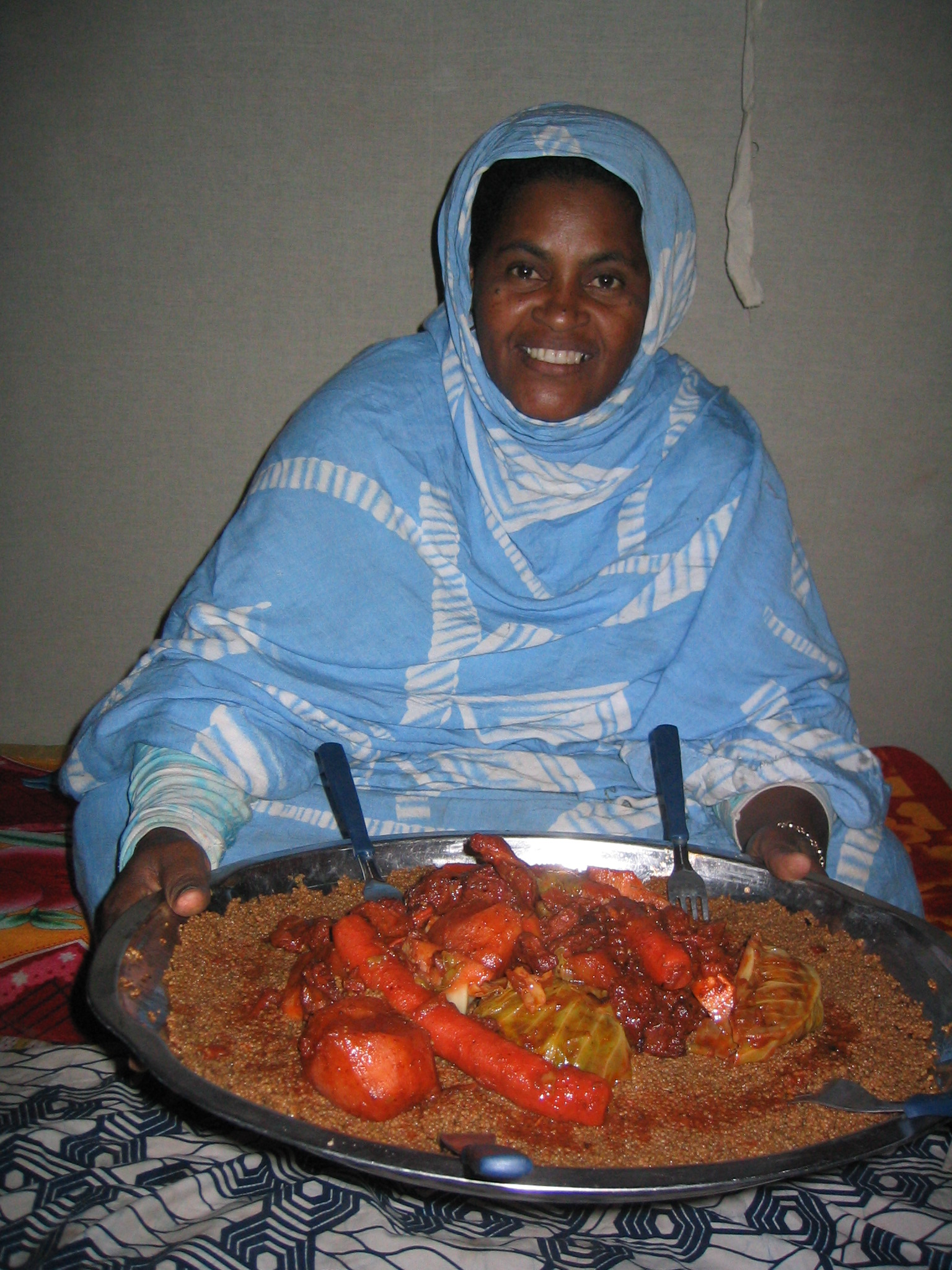
ヒトコブラクダのクスクス、モーリタニア

具は主に肉が用いられるが、魚や家畜の臓物も用いられる。元々イスラム教圏の食文化のため、イスラム教徒の間で豚肉を用いることは絶対に無い。肉は羊肉が最も多く、牛肉や家禽の肉（鶏肉やハトの肉）もよく使われる。それら3種の肉を同時に盛り付けたものや、さらに辛味の効いたメルゲーズ（merguez）と呼ばれる羊肉のソーセージを加えたものをフランス語でクスクス・ロワイヤル（couscous royal）と呼ぶ。肉は普通タージーンに入れて煮込む。レストランによっては煮込み肉を出す場合と、グリルで焼いた丸焼き肉や鉄串に挿して焼いたシシュ・ケバブを別添えの皿に盛り付けて出す場合もある。また両者を併せてオーダーできる場合もある。魚は鯛（ドラド、仏: daurade）、特にクロダイを用いることが多い。変わったものとしては、羊の胃袋の中にさらに別の部位の臓物を練りこんだアンドゥイエット (andouillette) と呼ばれる臓物ソーセージを具に用いることもある。
調味料としては、唐辛子ペーストにオリーブ油などを加え、クミン、コリアンダー、ニンニクなどを加えて味を整えたチュニジアの唐辛子ソース、ハリッサ (هريسة、harissa) が用いられることがある。特にチュニジアとフランスで一般的である。一般家庭ではタージーンを煮込む際に既にこのハリッサで調味することもあるが、レストランでは普通はテーブルに配膳された段階で各自が好みで適量を加えて食べる。マグリブの多くの国では公用語としてフランス語が話されているために、Hが無声音になりアリッサと呼ばれる。またレモンやオリーブの塩漬けや、青唐辛子のピクルスを添えることも多く、ハリッサの代わりに青唐辛子で辛味を補う食べ方も一般的である。
モロッコでは、安息日である金曜日の昼食に食べることが多い。そのほかにも結婚式、誕生祝い、割礼、葬式など、人生の節目となる主要な行事に供する。宴席では、賓客が空腹で帰宅しないように、食事の最後に供される。モロッコのベルベル人はバターミルクを飲みながらクスクスを食べることを好む。
アルジェリアの結婚式では、サフランで色をつけた大粒クスクス、ベルココースにゆで卵や木の実、レーズンなどを飾って、ヨーグルト・ミルクとともに食べる。葬式ではクスクスに肉を入れない。
またカビリーの村では、アーシューラーのお祭りで地域の聖者廟にお参りするが、その際廟でクスクスが地域の女性により振る舞われる。また子どもたちは歌を唄って家々を回り、甘いクレープやお菓子をもらう。

### シリアとレバノン
クスクスよりも大粒のマフトゥール (مفتول) と呼ばれるパスタを用いたムグラビーヤ (مغربية) という料理があり、鶏肉と羊肉、ヒヨコマメを煮込んでから茹でたマフトゥールを加えて仕上げる。「マグリブの料理」という名称から、マグリブのクスクスに由来する料理であることがわかる。

### エジプト
マグリブ風のクスクス料理の他、ミートボール（クフタ）のつけあわせ、また、ナッツと砂糖をかけたデザートとして食べる。

### イスラエル

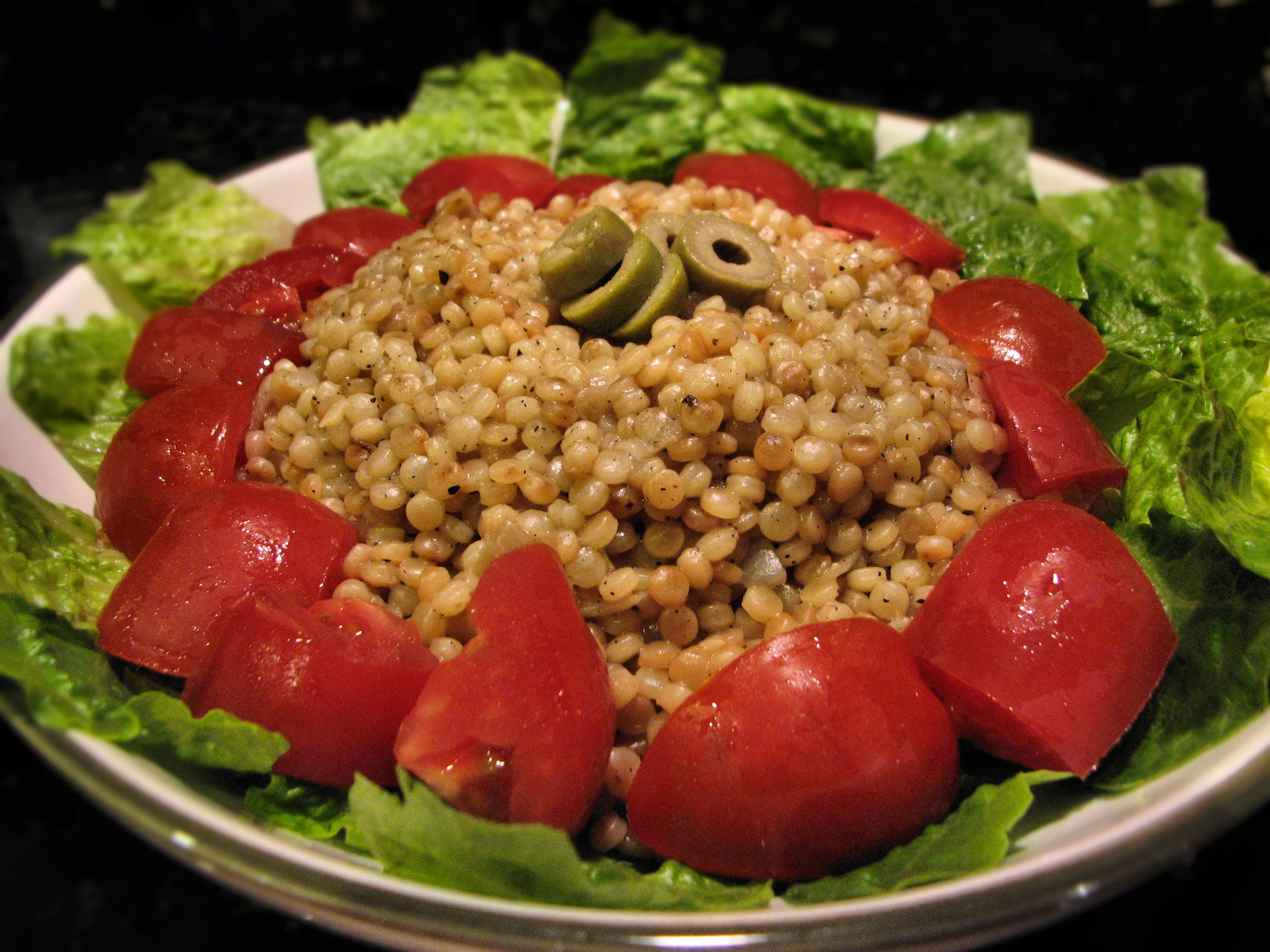
イスラエルのクスクス（プティティム）

マグリブ出身のセファルディムの食文化の影響で、マグリブ風のクスクスは人気が高い。この他、プティティム (פתיתים、英: ptitim）と呼ばれるイスラエル独特のクスクスがある。プティティムは、ジャイアントクスクス（giant couscous）、イスラエルクスクス（Israeli couscous）、エルサレムクスクス（Jerusalem couscous）とも呼ばれる。
プティティムは、1950年代の食糧難の時代に、ダヴィド・ベン＝グリオン首相が米やクスクスを主食とするミズラヒムの移民にも食べやすいようなパスタの製造を、テルアビブでパスタを製造していた食品会社オセム社（英: Osem）の創業者の一人オイゲン・プロッパーに要請したことによって生まれたため、「オレズ・ベン＝グリオン」（「ベン＝グリオンの米」）とも呼ばれる。マグリブのクスクスはデュラム小麦のセモリナ粉で作られるのに対して、プティティムは小麦粉の強力粉（フツウコムギ、英: T. aestivum）で作られており、粒が大きく食感もぷりぷりとしてパスタやソフト麺により近いものになっている。イスラエルでは、プティティムは子供に人気があり、茹でてそのまま食べる他、トマトペーストや炒めタマネギと混ぜたり、野菜や香辛料と合わせたり、シュニッツェルなどのつけあわせにする。また、ヘブライ大学などイスラエルの大学における学生用の食堂においても、クスクスは定番のメニューである。
プティティムはムグラビーヤとも呼ばれる。また、イスラエルではプティティムをクスクスとは誰も呼ばない。

### フランス
フランスはマグリブ地域を植民地として支配していた歴史がある影響で、食材として頻繁にクスクスを用いるほか、クスクス料理を供するマグリブのレストランも多く存在する。一般的なクスクス料理のレストランでは、クスクス粒とタージーンがそれぞれ大皿に盛り付けられる。多人数で食べる場合、クスクス粒とタージーンを取り分けることになる。個人用の皿にクスクス粒を適量取り、肉を盛り付けた上でスープをかけて食べる。大抵のクスクス料理店では、肉のお替りは有料だが、クスクス粒およびタージーンのお替りは無料で提供してくれることが多い。またフランス料理店では、肉料理などのつけあわせとしてクスクスが盛り付けられることがあり、プリンカップのような容器に入れて型抜きすることもある。その他、レバノン料理の「タッブーレ」（Tabbouleh）に使われるブルグールをクスクスで応用した、小さく刻んだトマトやキュウリ、パセリなどの生野菜と蒸したクスクスをレモン汁、オリーブオイル、塩、胡椒であえたサラダ仕立てのタブレ（taboulé）も万人に好まれる料理であり、フランスの惣菜屋には必ずといってよいほど並んでいる。日本でも最近はディーン・アンド・デルーカや成城石井などで惣菜として出している。
フランス人はクスクスと共にワインを飲むことが多く、好んで合わせるのはロゼワインである。マグリブ地域ではロゼワインの産出が多く、特にチュニジアのグリと呼ばれるロゼワインはすっきりとした辛口でトマトベースのクスクス料理と非常に良く合い、フランス人に好まれている。またタージーンのまろやかな味ともよく合う。

### イタリア
イタリアの伝統的なクスクス（伊: cuscusまたはcuscussù）は、当然ながらイタリア風の味付けがなされている例が多い。シチリアでは、主にトラーパニを中心とした島の西側で有名であり、マトウダイ、ハタ、ボラ、カサゴ、アナゴなどをトマトソース、オリーブオイル、ローリエ、ニンニク、パセリと共に煮込み、クスクスにタマネギ、オリーブオイル、パセリ、ニンニク、塩胡椒を混ぜ入れてから蒸し上げ、魚の煮汁の一部と刻みニンニクを加えてさらに蒸らし、クスクス、骨を取り除いた魚、煮汁を別々の器に盛り、同時に供する。魚の煮汁を少量取ってオリーブ油と唐辛子を入れて温め、ハリッサに似たソースを作って添える。
サルデーニャのカルロフォルテでは、ミートソースを混ぜたクスクスをプリモ・ピアットとして供する。セロリ、ニンジン、パセリ、タマネギのソフリットに、ローズマリーとセージでマリネした豚肉、牛肉、鶏肉を加えて炒め、赤ワイン、ブイヨン、クローブと共に煮込み、肉を粗く挽いてミートソースを作る。サフランと塩を混ぜたクスクスをローリエと一緒に蒸し、ミートソースの一部と混ぜて味をつけ、食卓に運ぶ前にオリーブ油を混ぜて残りのミートソースをかける。
クスクス（クスクッス）は13世紀に北アフリカのセファルディムによってリグーリア州とトスカーナ州に伝えられた。この地方のユダヤ人の共同体では、安息日が始まる金曜日の日没までにクスクスを作って夕食に食べ、残りは冷たいままで土曜日の昼に食べた。トスカーナ州のリヴォルノやピティリアーノのクスクス料理は大変手の込んだもので、蒸したクスクスにブイヨンを加えて蒸らし、インゲンマメのサラダや煮込み料理、ズッキーニやアーティチョークを入れたミートボール、野菜の煮込み料理などと一緒に供し、唐辛子、キャラウェイ、オリーブオイル、レモン汁、ニンニクを加えたカボチャのソースを添える。

### サハラ以南のアフリカ
- ガーナでは、青ネギとピーマン、トマト、ニンニク、ショウガを炒めてからブイヨンを加え、エビとカニを入れて火を通し、クスクスを混ぜ入れて炊く。
- カーボベルデでは、土器の蒸し器を使ってトウモロコシの粉をケーキ状に蒸し上げ、熱いうちにスライスしてバターや砂糖をつけて食べる。
- コートジボワールでは、マニオクを原料としたクスクス「アチュケ」が作られている。マニオク芋の皮をはいでさいの目に刻み、水に漬けて毒を抜いてから機械ですり潰す。ペースト状になった芋に一種の菌とヤシ油を加えて醗酵させたのち、水分を搾り出して揉み解し、細かい粒にする。最後に蒸し上げ、乾燥させて完成。保存性はあまりなく、4日ほどである。アチュケを食べる際は、タマネギと唐辛子の和え物、魚のスープをおかずにして、交互に口に運ぶ。
- セネガルやマリでは、トウジンビエを原料にしたクスクスが一般に親しまれている。新鮮な牛乳をかけて食べる。

### ブラジル
ブラジルのクスクスはクスクズ (cuscuz) と呼ばれ、キャッサバとトウモロコシの粉を用いて作る。サンパウロを含む南東部では、魚介類、タマネギ、ニンニク、トマト、ピーマンなどでスープを作り、キャッサバとトウモロコシの粉を加えて炊き、オイルサーディン、エビ、茹で卵の輪切り、オリーブ、ヤシの芽などを彩りよく使って、リング状の型に入れて抜いたものが有名である。北東部のクスクスは、牛乳、卵、バターやチャルキを添え、もっとシンプルに食べる。
タピオカ粉と砂糖、熱湯、ココナッツフレークを混ぜて型に入れて冷まし、ココナッツミルクをかけたクスクスはデザートとして、コーヒーや紅茶と一緒に食べられる。
これらのクスクスはケーキのような塊状になり、北アフリカのクスクスのようなご飯粒状のものにスープをかけて食べる形態とは異なる。

### 日本
クスクス料理を提供している料理店は多数ある。たとえばアフリカ料理の店、イタリア料理系の店、フランス料理系の店などでそれぞれのタイプのクスクス料理が提供されている。
輸入食材店でもまた楽天・Amazon・Yahooショッピングなどの通販でもクスクス粒が販売されており家庭で料理することもできる。

## 註
1. ↑  “クスクスとはどんなもの？戻し方やレシピをご紹介”. DELISH KITCHEN. 2025年1月9日閲覧。
2. ↑  “実はとっても便利な世界最小のパスタ。クスクスの美味しいレシピ♪ | キナリノ”. キナリノ｜自分らしい暮らしがかなうライフスタイルメディア. 2025年1月9日閲覧。
3. ↑  “UNESCO - Knowledge, know-how and practices pertaining to the production and consumption of couscous” (英語). ich.unesco.org. 2022年10月18日閲覧。
4. ↑  宮治 2007, p. 241.
5. ↑  宮治 2007, p. 238.
6. ↑  宮治 2007, p. 244.
7. 1 2  宮治 2007, p. 245.